# Lyrup
Lyrup är en ort i Australien. Den ligger i kommunen Renmark Paringa och delstaten South Australia, omkring 200 kilometer öster om delstatshuvudstaden Adelaide. Antalet invånare är 504.
Närmaste större samhälle är Berri, nära Lyrup. 
Omgivningarna runt Lyrup är i huvudsak ett öppet busklandskap. Runt Lyrup är det mycket glesbefolkat, med 2 invånare per kvadratkilometer. Genomsnittlig årsnederbörd är 299 millimeter. Den regnigaste månaden är februari, med i genomsnitt 67 mm nederbörd, och den torraste är oktober, med 7 mm nederbörd.